# Мапими
Мапими (исп. Mapimí)  —   город и муниципалитет в Мексике, входит в штат Дуранго. Население 4765 человек.
В 1598 году город основал Агустин де Эспиноса.
Недалеко от города находится рудник Охуэла, известный своим редким минералом Охуэлаитом (обнаружен в 1980)

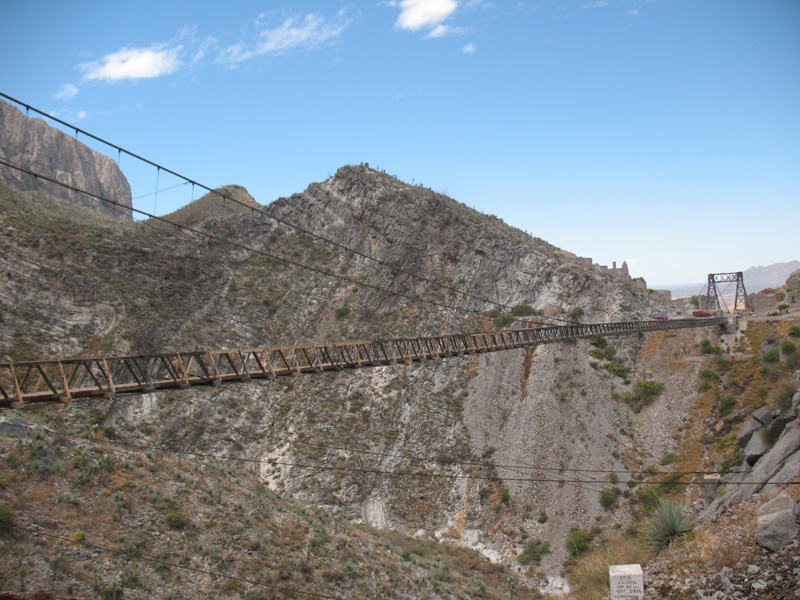
Мост в Охуэла (мост Мапими).

В 1892 году около рудника был построен висячий мост Puente de Ojuela 315 метров длиной, 2 метров шириной. Мост переброшен через каньон, по нему перегоняли вагонетки с рудой. Основой моста являются 6 стальных тросов.